# Let It Be (canção)
"Let It Be" é uma canção dos Beatles composta por Paul McCartney, creditada à dupla Lennon-McCartney, e lançada no Lado A do single "Let It Be/You Know My Name (Look Up The Number)" de 1970. A canção também é faixa título do último disco em atividade, Let It Be e do filme de mesmo nome, lançado também em 1970. Esteve presente na lista das 500 melhores canções de todos os tempos da revista Rolling Stone.

## Origens da Criação
A canção foi escrita entre o lançamento dos discos “Álbum Branco” e “Abbey Road,” quando decidiram fazer um disco ao vivo nos novos estúdios da Apple, cujo disco se chamaria “Get Back”. Foi um período intenso para os Beatles e para Paul McCartney, que era o único Beatle que parecia ainda se importar com os relacionamentos internos. Nessa época, eles estavam sendo músicos, compositores, produtores e empresários e após a morte do empresário Brian Epstein, Paul se sentiu menos motivado, porém, mais obrigado a manter o grupo unido.
Paul fala sobre a letra na autobiografia “Many Years From Now” de Barry Miles: “Uma noite, durante aqueles tempos intensos, eu tive um sonho com minha mãe que tinha morrido há mais de 10 anos. E foi tão bom vê-la porque isso é fantástico nos sonhos: Você fica unida a essa pessoa por segundos e parece que esteve presente fisicamente também. Foi ótimo para mim e ela parecia estar em paz no sonho dizendo, ‘Tudo ficará bem, não se preocupe, pois tudo se acertará.’ Eu não me lembro se ela usou a palavra ‘Let it be’ (Deixa estar) mas era o sentido do seu conselho. Eu me senti muito abençoado por ter tido aquele sonho. E comecei a canção literalmente com a frase ‘Mother Mary.’ A canção é baseada naquele sonho.”
A canção cita “Mother Mary comes to me” que apesar de parecer algo Católico ou Cristão (“Ave Maria vem até mim”), na verdade se trata de Mary McCartney, mãe de Paul. Mas ele explica a dualidade: “Ave Maria ou Mãe Maria, se torna uma coisa religiosa e você pode tomar desse jeito. Eu não me importo. Eu fico feliz se as pessoas tomarem para alimentar sua fé. Não tenho problema com isso. Acho importante ter fé na vida, principalmente no mundo que vivemos.”
John Lennon demonstra pouca afeição pela canção na entrevista para a revista Playboy em 1980: “Aquilo é Paul. O que eu posso dizer? Nada a ver com os Beatles. Poderia ser até Wings. Eu acho que a inspiração foi ‘Bridge Over Troubled Water.’ É o que eu acho mas não tenho muito a dizer. Só sei que ele sempre quis fazer ‘Bridge Over Troubled Water.’”
Lennon estava equivocado dando sua opinião sobre a inspiração de McCartney, pois o disco de Simon and Garfunkel, "Bridge Over Troubled Water" foi lançado um ano depois dos Beatles terem gravado a canção “Let It Be”. De acordo com o Allmusic, Simon and Garfunkel tocaram a música ao vivo em 1969 antes de lançá-la, mas é improvável que McCartney tenha ouvido antes de 31 de janeiro de 1969.

## Letra
Na canção Paul demonstra todo o seu pensamento positivo e apesar de "Mother Mary" ser sua mãe, a canção traz certo sentimento de oração, dizendo que “Quando eu me encontro em tempos atribulados, a mãe Mary vem até mim dizendo palavras de sabedoria, deixe estar. E em horas de escuridão, ela fica em frente a mim, dizendo palavras de sabedoria, deixe estar.”
Na segunda estrofe ele continua dizendo “Que todas as pessoas de coração partido e vivendo o mundo conformadas e para aqueles que pensam estar arruinados, ainda haverá uma chance que eles irão ver e sempre haverá uma resposta, deixe estar.”
Na última estrofe ele diz “Que quando a noite está nublada, ainda existe uma luz que brilha em mim, brilha até amanhã e eu acordo com o som da música e a mãe Mary vem até mim, dizendo palavras de sabedoria, deixe estar.”
Em algumas versões Paul substitui a frase “There will be an answer” (“Sempre haverá uma resposta”) por “There will be no sorrow” (“Não haverá mais sofrimento”).

## Gravação
Os Beatles gravaram 28 versões de “Let It Be” em 26 de janeiro de 1969, no “Apple Studios”, com Billy Preston no órgão. Muito da sessão foi usada junto com “The Long and Winding Road,” que naquele ponto, eram as principais canções de trabalho do próximo álbum.
20 versões foram gravadas no dia 27 de janeiro e outro take foi feito 2 dias depois. Os Beatles estavam se preparando para o show no telhado da Apple, então estavam se focando em outras canções. Em 31 de janeiro eles voltaram e gravaram a versão definitiva da base com Paul no piano, John no baixo, George na guitarra, Ringo na bateria e Billy Preston no órgão. Essa sessão consta no filme Let It Be.
A canção traz uma dos mais confusos calendários de gravação dos Beatles: Já que foram feitos arranjos de orquestra por George Martin, George Harrison executou muitas versões do solo em 30 de abril de 1969 (versão do single) e em 4 de janeiro de 1970 (versão do álbum). E o vocal de apoio de Linda McCartney que foi usado apenas no single. Também traz muitos técnicos envolvidos além de Martin e Chris Thomas na versão single, ainda traz Glyn Johns, Jeff Jarratt, Phil Mcdonald e a versão do álbum produzida por Phil Spector.
A versão do álbum foi mixada por Phil Spector em 26 de março. Spector usou o solo de 4 de janeiro sincronizado com o órgão e as cordas. Ele ainda adiciona um “efeito eco” do chimbal da bateria, e alonga a canção repetindo uma parte do refrão final.
Uma nova versão foi feita para o "Let It Be... Naked", de 2003. Trabalho idealizado por Paul McCartney com consultoria de George Martin. A canção foi simplificada, adicionando apenas mais guitarras nas bases e o solo que George Harrison executou em 30 de abril de 1969.

## Os músicos
- Paul McCartney: vocal principal, piano, maracas, piano elétrico Wurlitzer, baixo (sessões finais)
- John Lennon: vocal de apoio, baixo de 6 cordas (primeiras sessões)
- George Harrison: vocal de apoio, guitarra solo
- Ringo Starr: bateria

- Billy Preston: órgão
- Linda McCartney: vocal de apoio
- Músicos de sessão: orquestração

## Lançamento
Na versão do “Anthology 3” lançada em 28 de outubro de 1996, foi usado o take 1 gravado em 25 de janeiro de 1969. É uma versão mais simples e como Paul ainda não tinha escrito a terceira estrofe, “And when the night is cloudy…” ele repete a primeira estrofe. A canção ainda traz uma conversa de estúdio:
John: “Nós deveríamos fazer mais um?” 

Paul: “Sim” 

John: “OK” 

Paul: “Essa aqui vai fazer cair da cadeira, rapaz”
Além disso, ao final da canção é possível ouvir outro diálogo: 
John: Eu acho que essa ficou muito boa. Vou levar essa para casa comigo... Ok... Vamos gravar... Ah seu salafrário, você trapaceou!”
Essa versão tem 4’05.
A versão do "Let It Be... Naked" é mais limpa e satisfez tanto McCartney, que desaprovou a versão de Phil Spector. Essa versão tem 3:54.

## Posição nas paradas musicais
| Parada (1970)                                           | Melhor posição |
| ------------------------------------------------------- | -------------- |
| Austrália (Kent Music Report)                           | 1              |
| Áustria (Ö3 Austria Top 75)                             | 1              |
| Bélgica (Ultratop 50 de Flandres)                       | 3              |
| Canadá (RPM Top Singles)                                | 1              |
| Hungria (Rádiós Top 40)                                 | 1              |
| Irlanda (IRMA)                                          | 3              |
| Países Baixos (Single Top 100)                          | 1              |
| Nova Zelândia (Listener)                                | 1              |
| Noruega (VG-lista)                                      | 1              |
| Suíça (Schweizer Hitparade)                             | 1              |
| Reino Unido (UK Singles Chart)                          | 2              |
| Estados Unidos (Billboard Hot 100)                      | 1              |
| Estados Unidos (Billboard Adult Contemporary)           | 1              |
| Alemanha Ocidental (Musikmarkt)                         | 2              |
| Parada (2010)                                           | Melhor posição |
| Finlândia (Suomen virallinen lista)                     | 20             |
| Espanha (PROMUSICAE)                                    | 39             |
| Parada (2013)                                           | Melhor posição |
| França (SNEP)                                           | 96             |
| Parada (2016)                                           | Melhor posição |
| Suécia (Sverigetopplistan)                              | 39             |
| Parada (2019)                                           | Melhor posição |
| Estados Unidos (Billboard Hot Rock & Alternative Songs) | 12             |

| Parada (1970)                      | Posição |
| ---------------------------------- | ------- |
| Canadá (RPM Top Singles)           | 3       |
| Países Baixos (Single Top 100)     | 25      |
| Estados Unidos (Billboard Hot 100) | 9       |

| Parada (1958-2018)                 | Posição |
| ---------------------------------- | ------- |
| Estados Unidos (Billboard Hot 100) | 425     |